# Červený drak (most)
Červený drak (rusky neofic. Красный Дракон) je název mostu přes řeku Irtyš v Chanty-Mansijsku v Rusku, který byl otevřen v roce 2004. Nachází se na silnici Chanty-Mansijsk-Ňagaň, která je částí federální silniční trasy Perm-Serov-Chanty-Mansijsk-Něftějugansk-Surgut-Nižněvartovsk-Tomsk, která je známá jako Severní šířková magistrála. Jméno Červený drak dostal most díky neobvyklému architektonickému řešení a červenému nátěru kovu.
Most byl vyprojektován v OAO Transmost, dodavatelem byl OAO Mostostroj-11 a kovové části byly vyrobeny Kurganstalmostem.
V roce 2013 obsadil 2. místo v internetovém hlasování o nejkrásnější most Ruska na stránkách federální silniční agentury, když byl předstižen pouze Muromským mostem přes Oku.